# Bacia intracratônica
As bacias intra-cratônicas são bacias localizadas em crosta continental estável e espessa e geralmente sua formação está associada a separação de supercontinentes em processos de subsidência termal que em geral costumam ser espessas e de uma área relativamente grande.

## Formação
As bacias intracratônicas estão normalmente associadas a rifts passivos ou rifts ativos abortados em períodos de separação de supercontinentes  . Por conta desta gênese associada a supercontinentes , tais bacias em geral possuem idades de formação semelhantes. Especula-se que isso ocorra pois em geral, supercontinentes apresentam altas temperaturas crustais em função dos processos orogênicos associados a sua formação . Estas altas temperaturas implicam em uma taxa de subsidência maior ao longo do processo de resfriamento crustal que ocorre durante a sua separação . Outro fator importante para a formação de grandes bacias intracratônicas que também está ligado a separação de supercontinentes, está ligado à necessidade de haver uma menor taxa de deformação. Esta menor taxa de deformação gera um resfriamento mais lento que é necessário para equilíbrio térmico litosférico. Em caso de resfriamento rápido, é possível que haja uma ascensão do manto quente e menos denso impediria a formação de espaço de acumulação que posteriormente irá reter o posterior aporte sedimentar .

## Morfologia e Tectônica
Comumente estas bacias são divididas em várias megasequências que além de poder terem sido formadas em épocas diferentes, podem ter sido formadas sob regimes tectônicos também distintos, o que faz-se necessário uma análise cuidadosa das diferentes fases de formação da bacia . Ainda assim, a morfologia destas bacias está em geral associada a um mecanismo tectônico primário restringindo os mecanismos secundários a modificações menores . 

## Exemplos

### Bacia da Baía de Hudson[6]
No continente americano, as principais bacias cratônicas são a Bacia da baía de Hudson, a bacia de Michigan, a bacia de Williston e a bacia de Illinois. Elas são de grande importância e todas possuem idades semelhantes de formação. Porém, as bacias de Michigan e baía de Hudson possuem áreas consideravelmente diferentes, e taxas de subsidência muito contrastantes, sendo a bacia da baía de Hudson de maior área e menor taxa de subsidência.
A baía de Hudson responde a uma vasta área de mar que adentra o continente Norte Americano, e possui uma área de 1350 km x 1050 km. A plataforma de Hudson inclui, juntamente com a Bacia da baía de Hudson, a bacia Moose River, ao sul, e Baía Foxe, ao Norte. Essa região possui possui diversos elementos tectônicos do continente Norte Americano, incluindo parte da Orogenia Trans-Hudson e bacia paleozóica da baía de Hudson. A bacia é considerada a única bacia cratônica inteiramente cercada por rochas pré cambrianas do embasamento canadense. 

#### Caracterização
A Bacia da baía de Hudson é a maior bacia da América do Norte, e possui características particulares e uma longa história evolutiva, marcada por diversos períodos de exumação e subsidência. Ela é caracterizada por longos períodos de subsidência lenta da litosfera, distante dos limites de placa e possui preenchimento com sedimentos de um contexto marinho raso. A sucessão sedimentar possui 2500 m de espessura e é composta por calcários, dolomitos, evaporitos e folhelhos, depositados no Ordoviciano até o Devoniano . A divisão da bacia se deu em quatro mega sequências principais. A bacia apresenta uma forma geométrica simples, de pires, caracterizado por um pacote sedimentar basal cortado por falhas de alto ângulo, sobreposto por um pacote não deformado.  As falhas normais, ou transtensionais, que cortam o pacote basal, mergulham preferencialmente para leste, e menos vezes para oeste, e são uma evidência clara de extensão crustal indicando, portanto, que a bacia é, pelo menos parcialmente, extensional por natureza, porém, a mudança significativa do local do depocentro, juntamente com valores de exumação variados, indicam a presença de outros mecanismos influentes nos processos de formação da bacia. 

#### Mecanismos
Os principais mecanismos controladores da formação da bacia cratônica da baía de Hudson são, primeiramente, o alongamento litosférico, que geraria as falhas normais encontradas no pacote basal da sucessão sedimentar, é interpretado como o principal mecanismo da longa subsidência da bacia. Dentre os mecanismos secundários de subsidência e exumação da bacia, são incluídos os processos de flexura litosférica associada ao carregamento tectônico, dobramento litosférico, topografia negativa induzida por fluxo mantélico relacionada à heterogeneidade do manto e soerguimento relacionado a pluma mantélica.

#### Comparação de Bacia da Baía de Hudson com a Bacia de Michigan
As taxas de subsidência da Bacia de Michigan e da Bacia da baía de Hudson são bem contrastantes, sendo importante realçar a subsidência pouca expressiva da Bacia da baía de Hudson, quando comparado a Bacia de Michigan. Atualmente esse tema é de grande debate, visto que as bacias se formaram no período paleozóico, provavelmente relacionadas aos mesmos eventos controladores. Porém, essa diferença contrastante é explicada devido à maior espessura da crosta da região da baía de Hudson. A litosfera mais resistente e fria abaixo da Bacia da baía de Hudson seria inibidora da subsidência e da formação de uma bacia mais profunda.

### Bacia do Michigan (Modelo de 1970)[7]
A Bacia de Michigan é de interesse específico por causa de sua geometria quase circular e virtual ausência de deformação estrutural secundária. O tamanho e a forma quase circular da Bacia de Michigan são fortes evidências que a bacia é resultado de uma flexura da litosfera abaixo do carregamento. A amplitude da subsidência diferencial dá então a magnitude da carga.

#### Carregamento Tectônico
A causa do carregamento tectônico está situado na crosta ou no manto superior. É difícil imaginar uma anomalia de densidade suficiente no manto superior, portanto a anomalia de densidade está na crosta e isto é corroborada pela longa estabilidade da bacia. Uma possível fonte do carregamento é o peso de rochas mantélicas que deslocam rochas crustais mais leves. Isso pode ser gerado por uma penetração de diápiro de rochas mantélicas dentro da crosta ou por erosão subcrustal e afinamento . Uma explicação alternativa do carregamento é a transformação de rochas da crosta inferior em fase mais densa. A mudança de fase que possui este tipo de contraste de densidade suficiente é o gabro – eclogito .

#### Considerações Reológicas
Geralmente é aceito que a flexura da litosfera domina a resposta do embasamento para um carregamento. Estudos quantitativos mostraram que, em escala de tempo geológico e grande nível de tensão, a litosfera comporta-se de forma elástica. Entretanto, o aparente afinamento da litosfera elástica é considerado menor do que a litosfera termal associada às placas tectônicas. A litosfera termal é definida pela isoterma que diferencia comportamento plástico de fluído e a litosfera elástica é definida pela isoterma que diferencia comportamento plástico de elástico na escala de tempo geológico.

#### Modelo de Formação
A subsidência da bacia de Michigan pode ser atribuída a uma flexão da litosfera elástica, sob uma carga confinada. Mostramos também que a evolução da bacia pode estar associada ao decaimento térmico de um pulso de calor na região da crosta inferior ou manto superior da litosfera . Devido a estas considerações de carga e decadência térmica, é proposto o seguinte modelo para a evolução da Bacia de Michigan:
1. A litosfera abaixo da região para se tornar a Bacia de Michigan foi penetrada por um diápiro de manto astenosférico.
2. A crosta inferior foi aquecida pelo diápiro e metamorfizada termicamente, modificando rochas crustais inferiores gabróicas em granada eclogítica.
3. Quando as rochas diapíricas esfriaram, a flutuabilidade ascendente diminuiu e depois desapareceu. A litosfera, em seguida, desviou para baixo com a consequente formação da Bacia de Michigan, devido ao excesso de peso remanescente do corpo do eclogito que se formou na zona do halo metamórfico.

Atualmente os mecanismos aceitos para formação das bacias cratônicas são relacionadas a processos de alongamento litosférico, processos de flexura litosférica associada ao carregamento tectônico, dobramento litosférico, soerguimento relacionado a pluma mantélica, entre outros.